# Istocheta longicauda
Istocheta longicauda är en tvåvingeart som beskrevs av Liang och Zhao 1995. Istocheta longicauda ingår i släktet Istocheta och familjen parasitflugor. Inga underarter finns listade i Catalogue of Life.